# Pseudopoda yejiachangensis
Espèce
Pseudopoda yejiachangensis est une espèce d'araignées aranéomorphes de la famille des Sparassidae.

## Distribution
Cette espèce est endémique du Jiangxi en Chine,. Elle se rencontre dans le xian de Yanshan.

## Description
Le mâle holotype mesure 8,3 mm.

## Systématique et taxinomie
Cette espèce a été décrite par Zhang, Chen, Liu, Jäger et Hu en 2025.

## Étymologie
Son nom d'espèce, composé de yejiachang et du suffixe latin -ensis, « qui vit dans, qui habite », lui a été donné en référence au lieu de sa découverte, Yejiachang.

## Publication originale
- Zhang, Chen, Zhang, Liu, Jäger, Fan, Cheng & Hu, 2025 : « Four new species of Pseudopoda Jäger, 2000 (Araneae, Sparassidae, Heteropodinae) from China and Vietnam. » ZooKeys, vol. 1230, p. 231-245 (texte intégral).